# Josenópolis
Josenópolis är en kommun i Brasilien.   Den ligger i delstaten Minas Gerais, i den sydöstra delen av landet, 600 km öster om huvudstaden Brasília. Antalet invånare är 4 566.
I omgivningarna runt Josenópolis växer huvudsakligen savannskog. Runt Josenópolis är det glesbefolkat, med 10 invånare per kvadratkilometer.